# Czimmer Tibor
Czimmer/Czinner/Zinner Tibor (Budapest, 1923. október 7. – Budapest, 1957. november 29.) magyar segédmunkás, bányász, forradalmár.

## Életpályája
Szülei: Czimmer Mihály és Ámon Anna voltak. Hat elemit végzett. 1940-ben korengedménnyel katonának állt. 1943-ban leszerelt, de 1944-ben újra behívták. 1944 őszén megszökött, és a háború végéig szökevényként bujkált. 1945-től a BESZKÁRT-nál volt segédmunkás. 1945 után több munkája és munkahelye volt; dolgozott Sztálinvárosban, majd a metróépítkezésnél, volt ökölvívóedző és bányász. 1947-ben a szentendrei járásbíróság lopásért egyhavi elzárásra ítélte, de 1953-ban mentességet kapott. 1956. augusztusában a pilisi szénbányákhoz került, ahol 1956. október 25-ig dolgozott.

### 1956-os események
1956. október 30-án csatlakozott a pilisszentiváni bányászok Rusznyák László vezette csoportjához. 1956. október 31-én már a parancsnok helyettesévé választották. A Maros utcában ő is tagja lett a „Bányászbrigádnak”; részt vett a csoport tevékenységeiben: járőrözésekben, letartóztatásokban, őrszolgálatban. 1956. november 3-án csatlakozott a fegyverért Ausztriába indulókhoz. Győrben Szigethy Attilától nem kapták meg a határátlépéshez szükséges iratokat. Szigethy Attila írásbeli meghatalmazással Szombathelyre küldte a csoportot, hogy segítsék az ottani forradalmi tanács munkáját, fegyverezzék le az ÁVH-s határőregységet. Délután érkeztek Szombathelyre, megszállták a Söptei úti laktanyát, és hozzákezdtek a feladat végrehajtásához. 1956. november 4-én miután a szovjet csapatok elfoglalták a laktanyát, fogságba esett. Első fokon 1957. július 23-án gyorsított eljárásban halálra ítélték szervezkedés kezdeményezése, vezetése és rablás miatt. A Legfelsőbb Bíróság Népbírósági Tanácsa 1957. november 23-án jogerőre emelte az ítéletet. Nem kért kegyelmet; 1957. november 29-én kivégezték.
Temetése Budapesten, az Új köztemetőben történt (301-es parcella).